# Transformation der Bundeswehr
Unter Transformation der Bundeswehr wird der Transformationsprozess der Bundeswehr in den Jahren 2002 bis etwa 2009 verstanden. Verteidigungsminister in diesem Zeitraum waren Peter Struck (2002 bis 2005, Kabinett Schröder II) und Franz Josef Jung (2005 bis 2009).
Die Transformation der Bundeswehr war ein Anpassungsprozess mit dem Ziel, die Einsatzfähigkeit der Bundeswehr zu erhöhen und dauerhaft zu erhalten. Die Transformation löste die in unregelmäßigen Abständen durchgeführten Reformen ab, die einen definierten statischen Endzustand zum Ziel hatten.
Die Transformation war ein Anpassungsprozess der ursprünglichen Aufgaben der Bundeswehr an veränderte politische Konstellationen. Dazu zählen vor allem die Auslandseinsätze mit dem Ziel der Krisenintervention oder Krisenstabilisierung (Friedensmission, Friedenssicherung), an denen die Bundeswehr seit Ende des Kalten Krieges beteiligt war. Dabei standen Aufgaben wie Nation Building und der Kampf gegen den Terror seit dem 11. September 2001 auch gegen asymmetrisch organisierte Gegner im Vordergrund. Die Transformation führte u. a. zur Einteilung der Bundeswehr in die drei Kräftekategorien Eingreifkräfte, Stabilisierungskräfte und Unterstützungskräfte. Weiterhin sollen die Fähigkeiten zur Durchführung multinationaler, vernetzter, (teil-) und streitkräfteübergreifender Operation ausgebaut werden.
2002 beschloss die NATO, dass das ACT in Norfolk (Virginia) für die Transformation der Streitkräfte zuständig ist. Im Oktober 2012 wurde in der Bundeswehr das bei der Streitkräftebasis angesiedelte Zentrum für Transformation der Bundeswehr aufgestellt. Es ist federführend für die Transformation der Bundeswehr.
Die Transformation wurde im Januar 2005 vom damaligen Verteidigungsminister Peter Struck (Kabinett Schröder II) durch den Berliner Erlass begonnen und endete etwa 2009. 2010 begann die Neuausrichtung der Bundeswehr mit den Verteidigungspolitischen Richtlinien 2011. Nach der Bundestagswahl 2005 endete die seit 1998 bestehende rot-grüne Regierung Schröder und die Ära Merkel (2005 bis 2021) begann.

## Heer
- Auflösung der 14. Panzergrenadierdivision
- Umgliederung des Heerestruppenkommandos von einem Divisions- zu einem Brigadeäquivalent
  - Umgliederung der Artilleriebrigade 100 zum ArtRgt 100; Unterstellungswechsel zur 1. Panzerdivision
  - Auflösung der Flugabwehrbrigade 100
  - Umgliederung der Pionierbrigade 100 zum PiRgt 100; Unterstellungswechsel zur 1. Panzerdivision
  - Auflösung der ABC-Abwehrbrigade 100
  - Abgabe der Logistikbrigade 100 an die Streitkräftebasis
  - Auflösung der Logistikbrigade 200
- Auflösung der Luftmechanisierte Brigade

→ Aufstellung einer luftbeweglichen Brigade

## Luftwaffe
- Auflösung der 4. Luftwaffendivision
- Auflösung des Lufttransportkommando

→ verbleibende Lufttransportverbände werden den drei Luftwaffendivisionen unterstellt
- Auflösung Luftwaffenausbildungsregiment 1

→ Umgliederung Luftwaffenausbildungsregiment 3
- Auflösung des Objektschutzbataillons

→ Aufstellung eines Objektschutzregiments mit drei aktiven und einem nichtaktiven Bataillon

## Marine
- Auflösung der bestehenden Typflottillen

→ Aufstellung von zwei Einsatzflottillen
- Auflösung des 6. Fregattengeschwaders
- Auflösung des 2. Schnellbootgeschwaders

→ Aufstellung des 1. Korvettengeschwaders
- Auflösung des 1. Minensuchgeschwaders
- Auflösung der Waffentauchergruppe

→ Aufstellung der Spezialisierte Einsatzkräfte Marine
- Auflösung des Marinesicherungsbataillon 1

→ Aufstellung der Marineschutzkräfte in Eckernförde

## Streitkräftebasis
- Aufstellung von Landeskommandos

## Zentraler Sanitätsdienst
- Umgliederung des Kommando Schnelle Einsatzkräfte Sanitätsdienst